# NGC 7768
NGC 7768 je eliptická galaxie v souhvězdí Pegase. Její zdánlivá jasnost je 12,3m a úhlová velikost 1,6′ × 1,3′. Je vzdálená 374 milionů světelných let, průměr má 175 000 světelných let. Spolu s NGC 7765, NGC 7766 a NGC 7767 tvoří skupinu galaxií Holm 818. Galaxii objevil 5. září 1828 John Herschel.